# Rescue & Restore
Rescue & Restore es el sexto álbum de estudio del grupo de metalcore August Burns Red, lanzado el 25 de junio de 2013 por la discográfica Solid State Records. Rescue & Restore ha sido muy bien recibido por los críticos de música. Todd Lyons de la web About.com lo describió como "exigente y gratificante", también aseguró que se trata de una obra "complicada, y, en última estancia, estelar". En AbsolutePunk, Jake Denning dijo que "si te consideras un fan de la música heavy, Rescue & Restore va a ser automáticamente un elemento básico en tu colección de discos durante muchos años".

## Rendimiento comercial
El álbum debutó en el No. 9 en el Billboard 200 vendiendo 26 000 copias en la primera semana. El álbum también alcanzó el No. 2 en La lista Billboard de los álbumes de metal cristiano, solo debajo de el nuevo álbum del grupo Skillet, Rise, que debutó el mismo día. En las primeras cinco semanas, el disco vendió 42 000 copias sólo en los Estados Unidos.

## Canciones
| N.º | Título                 | Duración |  |
| 1.  | «Provision»            | 4:40     |  |
| 2.  | «Treatment»            | 5:14     |  |
| 3.  | «Spirit Breaker»       | 4:51     |  |
| 4.  | «Count It All as Lost» | 4:09     |  |
| 5.  | «Sincerity»            | 3:17     |  |
| 6.  | «Creative Captivity»   | 4:42     |  |
| 7.  | «Fault Line»           | 4:03     |  |
| 8.  | «Beauty in Tragedy»    | 4:51     |  |
| 9.  | «Animals»              | 3:29     |  |
| 10. | «Echoes»               | 4:23     |  |
| 11. | «The First Step»       | 4:24     |  |

## Personal

### August Burns Red
- Jake Luhrs - voz
- JB Brubaker - guitarra solista, guzheng en "Creative Captivity"
- Brent Rambler - guitarra rítmica
- Dustin Davidson - bajo, segunda voz.
- Matt Greiner - batería

### Músicos adicionales
- Taylor Brandt - violín en las canciones "Treatment", "Spirit Breaker", "Creative Captivity", y "Echoes".
- Grant McFarland - chelo en todas las canciones excepto "Sincerity" y "Animals"
- Christopher Lewis - trompeta en "Creative Captivity"
- Adam Gray - batería adicional en "Echoes"
- Zach Veilleux - piano en "Provision", "Treatment", y "Beauty in Tragedy".